# Stato di conservazione (ecoregione)
Lo stato di conservazione di una ecoregione è definito come: "la capacità attuale e futura di una ecoregione di mantenere popolazioni autosufficienti di specie, di sostenere processi ecologici e di reagire ai cambiamenti ambientali nel breve e nel lungo periodo".
Si tratta di un dato di grande importanza nella definizione delle politiche di conservazione del territorio e non a caso è stato utilizzato dal WWF come uno dei parametri fondamentali per la difinizione della lista Global 200 contenente l'elenco delle ecoregioni prioritarie per la conservazione del nostro pianeta.
Lo stato di conservazione di una ecoregione viene valutato con criteri analoghi a quelli usati per altre categorie di sistemi, quali ad esempio la famosa IUCN Red List per le specie animali e vegetali. 
Sono stati pertanto definito cinque livelli o categorie:
- in pericolo critico (critical);
- in pericolo (endangered);
- vulnerabili (vulnerable);
- relativamente stabili (relatively  stable);
- relativamente intatte (relatively intact).

Ai fini della classificazione Global 200 le suddette categorie sono state collassate su tre valori:
- CE: critiche o in pericolo;
- V: vulnerabili;
- RS: relativamente stabili o intatte.